# Torneo Interbritannico 1926
Il Torneo Interbritannico 1926 fu la trentottesima edizione del torneo di calcio conteso tra le Home Nations dell'arcipelago britannico. Il torneo fu vinto dalla Scozia.

## Risultati
| Data             | Luogo      | Squadra 1   | Risultato | Squadra 2   |
| ---------------- | ---------- | ----------- | --------- | ----------- |
| 24 ottobre 1925  | Belfast    | Irlanda     | 0 - 0     | Inghilterra |
| 31 ottobre 1925  | Cardiff    | Galles      | 0 - 2     | Scozia      |
| 13 febbraio 1926 | Belfast    | Irlanda     | 3 - 0     | Galles      |
| 27 febbraio 1926 | Glasgow    | Scozia      | 4 - 0     | Irlanda     |
| 1º marzo 1926    | Londra     | Inghilterra | 1 - 3     | Galles      |
| 17 aprile 1926   | Manchester | Inghilterra | 0 - 1     | Scozia      |

## Classifica
| Pos | Squadra     | Pti | G | V | N | P | GF | GS |
| --- | ----------- | --- | - | - | - | - | -- | -- |
| 1   | Scozia      | 6   | 3 | 3 | 0 | 0 | 8  | 0  |
| 2   | Irlanda     | 3   | 3 | 1 | 1 | 1 | 3  | 4  |
| 3   | Galles      | 2   | 3 | 1 | 0 | 2 | 3  | 7  |
| 4   | Inghilterra | 1   | 3 | 0 | 1 | 2 | 1  | 4  |

## Vincitore
| Campione 1926 Scozia |